# 德国化学学报
《德国化学学报》（德語：Chemische Berichte，缩写Ber.或Chem. Ber.）是一本关于各化学学科的德语科学杂志，也是化学领域内发行时间最长和被引用次数最多的杂志之一。

## 历史
1868年《德国化学学会学报》创刊，直至1928年第61卷还沿用这一名字，后来杂志分成两本，分别是《德国化学学会学报，A：学会新闻》（Berichte der Deutschen Chemischen Gesellschaft, A: Vereins-Nachrichten）和《德国化学学会学报，B：论文集》（Berichte der Deutschen Chemischen Gesellschaft, B: Abhandlungen）。因为第二次世界大战，1945年的第78卷和1946年的第79卷跳过，没有发行。1947年（第80卷）杂志改名为《德国化学学报》并沿用这一名字到1996年（第129卷）。
1997年《德国化学学报》和《利比希化学纪事》与荷兰化学杂志《荷兰化学文集》合并，分别成为《德国化学学报/文集》和《利比希化学纪事/文集》。
1998年《德国化学学报/文集》和其他几本欧洲期刊合并成为《欧洲无机化学杂志》，而《利比希化学纪事/文集》则和其他几本欧洲期刊合并成为《欧洲有机化学杂志》。